# Frank Hewitt
Frank Hewitt (23. října 1935 – 5. září 2002) byl americký jazzový klavírista. Narodil se v newyorském Queensu a většinu svého života prožil v Harlemu. Jeho matka působila jako klavíristka v kostele a on sám zpočátku studoval klasickou a gospelovou hudbu, avšak později přešel k jazzu. Jako leader poprvé nahrával až v roce 2001 (album nazvané We Loved You nakonec vyšlo v roce 2004, tedy až po jeho smrti). Během své kariéry spolupracoval s mnoha dalšími hudebníky, mezi něž patří například Howard McGhee, Cecil Payne, John Coltrane, Dinah Washington a Billie Holiday.